# SN 1961P
SN 1961P – supernowa typu Ia odkryta 11 września 1961 roku w galaktyce UGC 2069. Jej maksymalna jasność wynosiła 13,80m.